# Guyana Űrközpont
A Guyana Űrközpont (franciául Centre Spatial Guyanais, angolul Guyana Space Center, rövidítve CSG) az Európai Unió legnagyobb űrrepülőtere a Francia Guyana-i Kourou mellett.

## Története
Az Országos Űrkutató Központot (franciául: Centre National d'Études Spatiales – CNES) 1961. december 19-én alapították meg. Az állami ügynökség feladata meghatározni és végrehajtani Franciaország katonai és polgári célú űrkutatási programját.

Az űrközpont térképe

A rakétakísérletek végrehajtására olyan területet kellett kijelölni, amelyik megfelelő biztonságot nyújt a környezetnek (lakosság, ipari létesítmények, állatállomány, környezetvédelem). Ezt a helyet Hammaguirban, (Algéria) találták meg. Itt a fegyveres erők felügyelete mellett az 1960-as évek elején kialakították a Speciális Fegyverek Közös Teszt Központját (franciául: Centre interarmées d'essais d'engins spéciaux). Innen egy Diamant–A hordozórakétával juttatták pályára az első francia Astérix műholdat. 1962. március 19-én függetlenné vált Algéria a bázis üzemeltetéséért költségtérítést kért és kapott.
A dinamikusan fejlődő űrkutatás, az űrkutatási szolgáltatások elősegítése olyan új indítóhelyet igényelt, ahol a legjobban biztosíthatók a kiválasztási kritériumok:
- sarki vagy egyenlítői indítási lehetőség,
- elviselhető klíma, ahol hurrikán és földrengés előfordulása minimális,
- megfelelő méretű terület, biztonságos indítási feltételek,
- emberi lakhelytől távolra essen,
- legyen tengeri kikötője és megfelelő technikai felszerelése,
- legalább 3000 méter hosszú kifutópálya,
- kiépíthetők legyenek a szükséges technikai feltételek (radarállomások; telemetriai antennák; infrastruktúra),
- Európához lehetőleg közeli,
- politikailag stabil régió.

Az 1964. április 14-én hozott döntést befolyásolta az Egyenlítőhöz való közelség, a keleti partvidék és az Atlanti-óceán biztonsági szempontjai. Ha keleti irányba történik az indítás, akkor a Föld forgása is „lendít” az űrjárművön, így nem kell olyan erős rakétát tervezni, mint ha nyugat felé indítanák az űreszközt. A Föld felszíne az Egyenlítőnél forog a legnagyobb sebességgel, ezért lendítő hatása jelentős. Kourou csupán 5° 3'-re van az Egyenlítőtől, a Földön ez az egyik optimális hely egy rakéta indításához (ezen a szélességen keletre történő indításkor  a bolygó forgási sebessége körülbelül 460 m/s, vagyis 1700 km/h pluszsebességet jelent a rakéta számára).[forrás?]
A Brazíliától északra fekvő, új francia üzemeltetésű űrkikötőt a dél-amerikai Francia Guyanán lévő Kourou kikötőváros közelében építették meg. A város ad otthont az ős- és a francia lakosságnak (adminisztráció, technikusok, mérnökök, egyéb szakemberek és családtagok). A térség a 19. században a hírhedt büntetőtelepeknek, a zöld pokolnak adott otthont, a régió 1946 óta Franciaország tengerentúli megyéje, így ma része az EU-nak.
1968. április 9-én indították az első magaslégköri-kutató rakétát. 1970-től innen állítják pályára a saját fejlesztésű műholdakat, kivéve az amerikai és a szovjet/orosz kooperációs kísérletek űreszközeit.
Amikor az Európai Űrügynökség (ESA) 1975-ben megalakult, a franciák megosztották a kouroui központot az ESA többi országával – cserébe az Európai Űrügynökség fizeti az űrrepülőtér éves költségeinek kétharmadát. Az ESA végezte el az Ariane rakéták indításához szükséges fejlesztéseket is. Az Űrközpontot 1995-től az ESA és az Arianespace közösen használja. Minden Ariane rakétát innen indítanak. 2006-tól folyik a Szojuz és Vega rakéták indítóállásainak kiépítése, mindkét típus első kouroui startja 2011-ben megtörtént. Bajkonurból indítva a Szojuz–2ST hordozórakéta 1,7 tonna hasznos terhet tud geostacionárius átmeneti pályára (GTO) felemelni, ugyanakkor Guyanából indítva 2,8 tonnát. Az Ariane–5 ECA indításának várható ideje 2018.